# Sankt Urban
Sankt Urban è un comune austriaco di 1 557 abitanti nel distretto di Feldkirchen, in Carinzia.